# Gonomyia aquila
Gonomyia aquila là một loài ruồi trong họ Limoniidae. Chúng phân bố ở miền Cổ bắc.